# Rodrigo Fernández de Santaella
Rodrigo Fernández de Santaella y Córdoba (Carmona, 15 de diciembre de 1444 - Sevilla, 20 de enero de 1509), conocido como maese Rodrigo fue un clérigo y doctor en Teología español. En 1505 fundó el Colegio de Santa María de Jesús, que fue el origen de la Universidad de Sevilla.

## Biografía
Nació el 15 de diciembre en la collación de Santiago de la localidad de Carmona. Su padre fue Lope Fernández de Santaella y su madre fue Leonor de Rueda. Sus padres tuvieron otros cinco hijos varones. Se sabe que realizó varios viajes en su juventud. Se hizo bachiller en Teología en la archidiócesis de Sevilla, y se ordenó como clérigo. Posteriormente, el arzobispo de Toledo, Alfonso Carrillo de Acuña, y el cabildo de esa catedral le recomendaron para una beca con la que doctorarse en Teología en el Colegio de San Clemente de los Españoles de Bolonia. Comenzó en dicho colegio el 11 de junio de 1467. En 1469 el claustro le nombró catedrático de Teología de dicho colegio. Otro asistente a dicho colegio en esa época fue el gramático Antonio de Nebrija, que en 1470 se fue a Sevilla para ser asistente del arzobispo Alonso de Fonseca., aunque no llegó a residir nunca en la capital hispalense. Del 18 al 28 de mayo de 1471 viajó a Venecia. Entre 1472 y 1473 será consiliario del colegio, que abandonó en 1473 al doctorarse en Artes y Teología.
Santaella entabló relaciones profesionales con el cardenal y legado pontificio Francesco Gonzaga y con el cardenal Jacopo Piccolomini-Ammannati. Santaella estuvo al servicio de Ammannati como su capellán y asistente, residiendo con él en un palacio de Roma. Ahí trató con otros protegidos de Ammannati, como el humanista Francesco Filelfo, Giacomo Gherardi, Antonio Malvicino, Bartolomeo Platina, y tal vez el gramático Giovanni Battista Valentini, conocido como Cantalicio por haber nacido en Cantalice. Ammannati falleció en 1479. El papa Sixto IV le dio varios cargos.

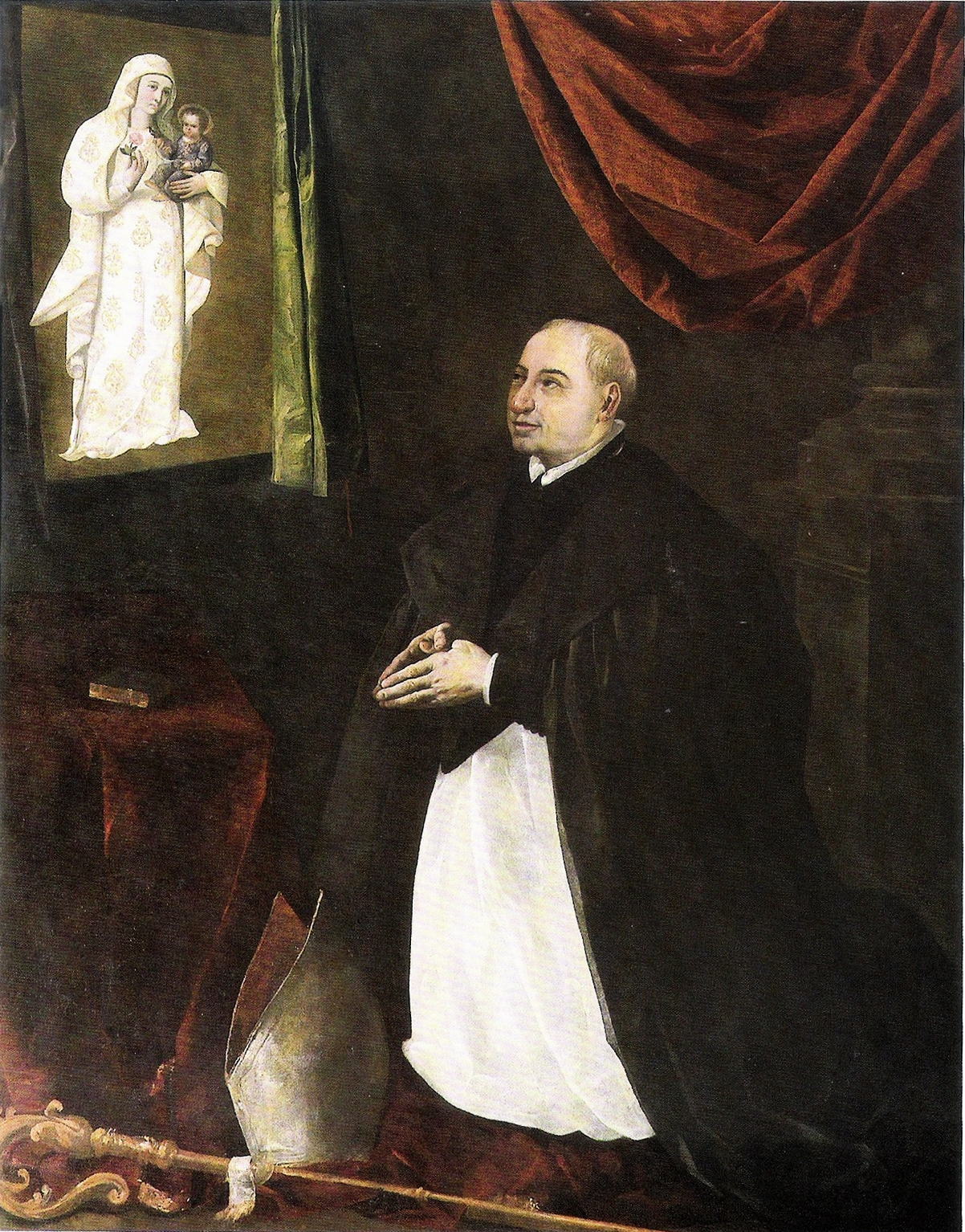
Retrato de maese Rodrigo Fernández de Santaella rezando a la Virgen María (c. 1645), por Francisco de Zurbarán (Palacio arzobispal de Sevilla).

Regresó a España en 1481, donde fue tesorero de la iglesia de Ávila, rector de una parroquia de Cuenca y canónigo en Segovia. Entre 1482 y 1484 fue sacerdote de la catedral de Sevilla. En 1488 fue nombrado capellán mayor de esta catedral, y el año siguiente regresó a Roma, permaneciendo en Italia hasta 1496. Fue enviado por el papa y por los reyes a Sicilia como comisario de la Santa Cruzada para la guerra contra el turco y como visitador y comisario general de la Inquisición en ese reino, colaborando con el virrey Fernando de Acuña, de cuyo sepulcro en la catedral de Catania se ocupó tras la muerte de este el 2 de diciembre de 1494.

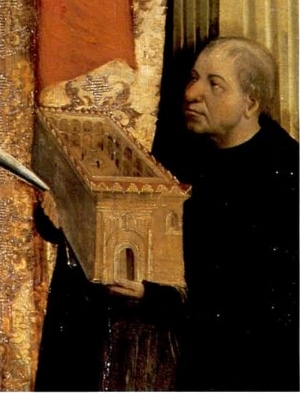
Retrato de maese Rodrigo (c.1518), por Alejo Fernández, retablo de la Capilla de Santa María de Jesús, Sevilla.

En 1495 el papa Alejandro VI le nombró notario de la Santa Sede y en el 1500 le nombró arcediano de Reina. El arcedianato de Reina ocupaba las localidades de Cantillana, Montemolín, Zufre, Almonaster y Aracena.
En 1498 colaboró con el cabildo para la creación de una institución académica llamada estudio general en Sevilla, pero el proyecto no se llevó a cabo. Posteriormente, colaboró con el cardenal Cisneros para fundar el estudio general en el convento de San Francisco de Sevilla, aunque esto tampoco se llevó a cabo. Entonces, maese Rodrigo intentó crear un colegio en la ciudad similar al boloñés. Para ello contó con una carta de recomendación de la reina Isabel I, enviada por el embajador Lorenzo Suárez de Figueroa al papa Julio II.
La bula fundacional del Colegio Santa María de Jesús data del 12 de julio de 1505. El papa autorizaba la erección del colegio y que se impartieran en él las enseñanzas de Artes, Lógica, Filosofía, Teología y Derecho Canónico y Civil.
En 1503 compró un solar para construir el colegio y meses después comenzaron las obras. Falleció en 1509 y las obras del colegio terminaron en 1518. Ese mismo año comenzó la actividad docente del centro.
Fue enterrado en la capilla de dicho colegio, junto a su amigo y albacea Alonso de Campos y junto con su colaboradora María Sánchez, con un epitafio en el que no figuran los versos que había encargado en su testamento, sino un dístico más elegante tomado del de su protector Ammannati.

## Obras principales
Entre sus principales obras están:

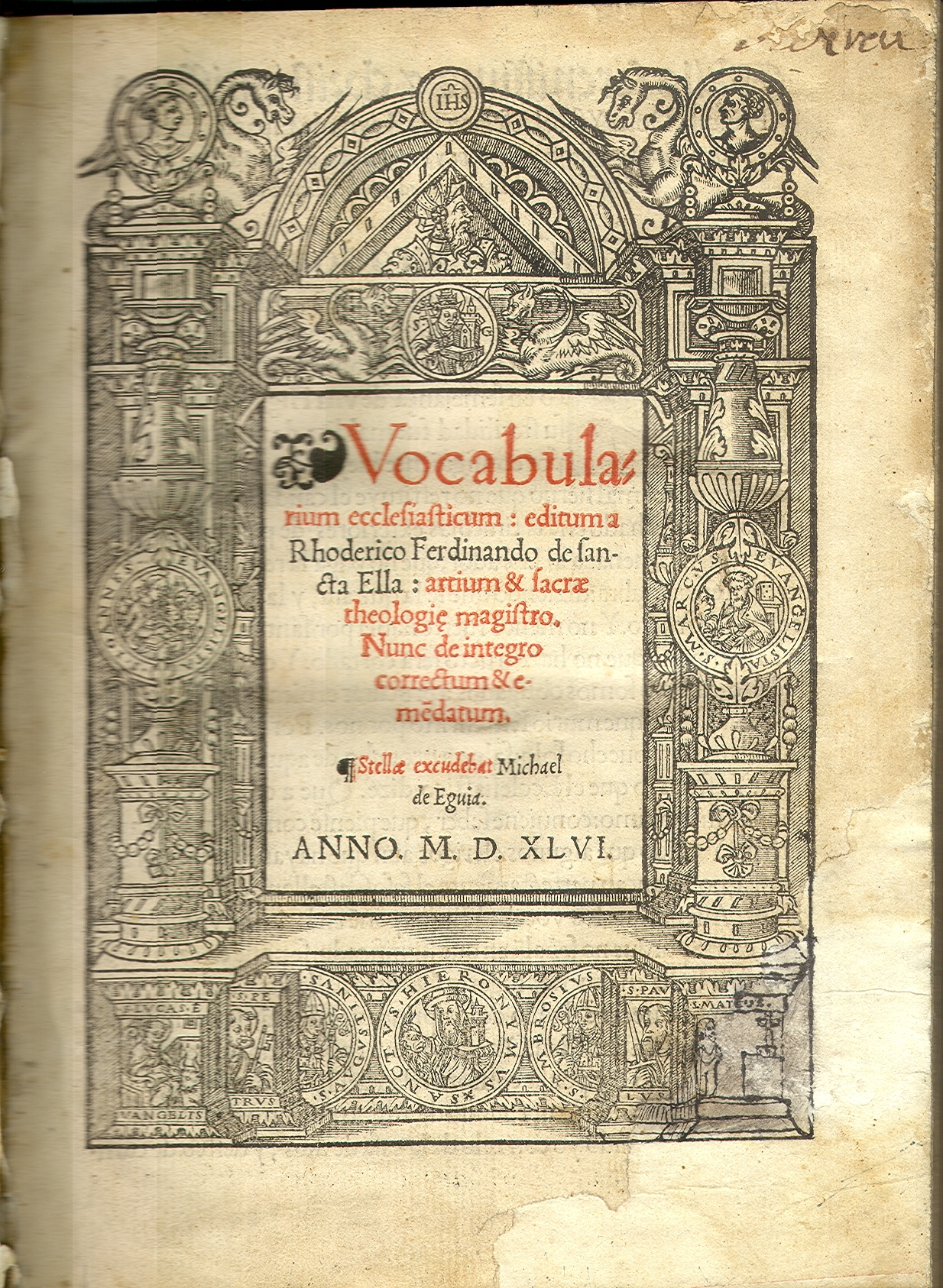
Portada del Vocabularium ecclesiasticum, editado en Estella por el impresor Miguel de Eguía el año 1646.

- Elegantissima oratio habita per excellentissimum artium et sacre thelogie (1477).[10]
- El libro del famoso Marco Paulo. Traducción de Delle cose maravigliose del mondo, de Marco Polo (1503).[7]
- Memoriale pontificum (enviado en 1486 al cardenal Diego Hurtado de Mendoza)[11]
- Vocabularium ecclesiasticum (1499). De este libro se hicieron ochenta ediciones hasta el siglo XVIII.[7]
- Dialogus contra impugnatorem caelibatus et castitatis presbyterorum ad Sixtum IV Papam directus[12] (c. 1480).[4]
- Sacerdotalis instructio circa missam (1499).[13]
- Manual de doctrina necesaria al visitador e a los clérigos (1502).[14]
- Lectiones sanctorum per totius anni circulum matutinis horis in ecclesiis Dei dicendae (1503).[12]
- Tratado de la inmortalidad del ánima  (1503).[12]
- Arte de bien morir (1510).[12]
- Odae in Divae Dei Genitricis laudes compilatae per inutilem eius servum Rodericum a Sancta Ella (1504).[15]
- Constitutiones Collegii ac Studii Sanctae Mariae de Iesu, civitatis Hispalensis.[1]
- Prólogo y traducción al castellano de Sermones de San Bernardo (publicado por primera vez en 1513).[1][16]